# Томан, Ловро
Ловро Томан (словен. Lovro Toman; 10 августа 1827, Камна Горица, Австрийская империя — 15 августа 1870) — словенский национально-консервативный политик, революционер, поэт, адвокат, оратор, член Национального Собрания в Вене, член Рейхсрата — парламента Австрии. Почётный гражданин Любляны (1865).

## Биография
Родился 10 августа 1827 года. Сын богатого предпринимателя. 
После окончания классической лицея в Любляне в 1845 году, поступил в Венский университет, где изучал юриспруденцию. В студенческие годы, под влиянием идей словенских романтических националистов активно включился в революционный процесс 1848 года. Принимал участие в студенческой жизни в Вене и Любляне, выступал с публичными речами.
В апреле 1848 года был одним из студентов, которые впервые подняли в центре Любляны над Люблянским замком словенским национальный флаг-триколор. После революции продолжил учёбу в университете Граца.
В 1853 году женился на Ясопине Турнограйской, писательнице, поэтессе и композиторе. Однако в 1854 его супруга умерла.
В 1865 году переехал в Любляну и в течение шести лет был министром торговли и руководил Торгово-промышленной палатой. Был основателем одного из первых словенских издательств, членом и председателем Матицы Словенской (1865—1869).
В конце жизни страдал от проблем со здоровьем. Умер 15 августа 1870 года в Родауне близ Вены, похоронен в родном селе Камна Горица.